# Teleonemia consors
Teleonemia consors är en insektsart som beskrevs av Drake 1918. Teleonemia consors ingår i släktet Teleonemia och familjen nätskinnbaggar. Inga underarter finns listade i Catalogue of Life.